# بلوط آبی ژاپنی
بلوط آبی ژاپنی (نام علمی: Quercus glauca) نام یک گونه از سرده بلوط است.